# Польська телеграфна агенція
Польська телеграфна агенція, ПТА (пол. Polska Agencja Telegraficzna, PAT) — офіційна інформаційна агенція Другої Речі Посполитої (Польської Республіки) у 1918—1939 роках.
Створена 31 жовтня 1918 року групою польських журналістів філій Віденського кореспондентського бюро в Кракові та Львові. На основі цих скромних матеріальних та людських ресурсів 5 грудня 1918 року першій польській агенції були надані інституційні форми.
Основні бюро ПТА розміщувалися у Кракові і Львові, згодом у Варшаві. 
Видавала 14 бюлетнів, що відображали основні події політичного, економічного, культурного і спортивного життя Другої Речі Посполитої. Перекладені на різні мови, бюлетені ПТА були основним джерелом інформації про події у Польщі для закордонної преси. 
1927 — ПТА започаткувала випуск щотижневих 10-хвилинних фільмів-хронік, яких за весь час існування агенції було знято понад 600. 
1932 — до ПТА було приєднано Державне видавництво, що публікувало Monitor Polski. 
Після початку Другої світової війни ПТА була евакуйована разом з польським урядом спочатку до Парижу, а у 1940 — до Лондона, де продовжувала працювати як офіційна інформаційна агенція уряду Другої Речі Посполитої на вигнанні. 
У лютому 1991 року відбулося символічне об'єднання Польської телеграфної агенції з Польською інформаційною агенцією (пол. Polską Agencją Prasową).